# Neurodegeneração
Neurodegeneração é um hiperônimo para a perda progressiva da estrutura ou funcionamento dos neurônios, incluindo a morte celular, vide Apoptose dessas células. Entre as doenças causadas por processos neurodegenerativos estão a doença de Parkinson, o mal de Alzheimer  e a doença de Huntington.